# Supercoppa turca 2012 (pallavolo maschile)
La Supercoppa turca 2012 si è svolta il 10 ottobre 2012: al torneo hanno partecipato due squadre di club turche e la vittoria finale è andata per la seconda volta consecutiva al Fenerbahçe Spor Kulübü.

## Regolamento
Le squadre hanno disputato una gara unica.

## Squadre partecipanti
| Squadra     | Qualificazione                                               | Ultima partecipazione |
| ----------- | ------------------------------------------------------------ | --------------------- |
| Fenerbahçe  | Vincitrice Voleybol 1. Ligi 2011-12/Coppa di Turchia 2011-12 | Supercoppa turca 2011 |
| Galatasaray | Finalista Coppa di Turchia 2011-12                           | Debutto               |

## Torneo
| 10 ottobre 2012 Başkent Voleybol Salonu, Ankara Durata: ? - Spettatori: ? | Fenerbahçe | 3 - 0 | Galatasaray | 25-18, 25-19, 25-23 |